# ABCフレッシュアップJAM
ABCフレッシュアップJAMは、朝日放送ラジオ（ABCラジオ）で2007年4月から2008年6月まで土曜日・日曜日の14:00 - 17:00に放送されていた番組である。

## 番組概要
プロ野球シーズン中は、デーゲーム中継「ABCフレッシュアップベースボール」の放送がない土曜日・日曜日の昼に放送される。
2007年度の土曜日の放送では、ABCプロ野球解説者などのゲストを招き1週間のスポーツの話題を振り返っていく。また日曜日の放送では、サンデー・エクスプレスの流れを引き継いで、旅やグルメ情報、音楽などを中心に放送する他、中央競馬GI（JpnI）が開催される場合は生中継が行われる。2007年度は野球の生中継と重複する場合は野球を優先させて和沙哲郎ダンディーサンデー（午後6時から7時）で録音放送していた。2008年度は16時台に録音放送している。
2007年度シーズンオフは、日曜のみ14時から16:55に放送された。スイーツの紹介コーナーや旅のコーナー、和歌山を拠点に活動する2人組歌手「ウインズ」をレギュラーゲストとしたコーナーなどが設けられた。
2008年度のプロ野球シーズンの放送は、基本的に前年度の内容を踏襲した流れとなっていた。2008年度は4-6月のみ同番組を放送し、7月以降は別番組（土曜日：大西ユカリのハッスル歌謡曲、日曜日：サンデーミュージックアワー 浦川泰幸の気分はトレンディ!）が放送される。

## 出演者
土曜日（2007年4月-9月、2008年4月-6月）
- 枝松順一（当時・ABCアナウンサー）
- 清水理恵子（2008年度のみ）
- 田中花子（当時・ABCアナウンサー・2007年度のみ）

日曜日（2007年4月-2008年6月）
- 藤崎健一郎（ABCアナウンサー）
- 平野明子

※女性パーソナリティーはデーゲーム中継の案内役も担当する。

## 放送時間
基本時間
- 土曜・日曜とも14:00-17:00

特記
- デーゲーム中継「ABCフレッシュアップベースボール」放送時は番組休止。
- 但し、デーゲーム中継が早期終了した場合は番組を放送。
- 日曜日はデーゲーム中継が17時以後続いていた場合は当番組は休止となるが、17時から放送の小林大作のメモリーズ・オブ・ユーを短縮放送することがある。
- 2007年度は、土曜日で18時以後のナイター開催が行われた場合、一旦この番組を終えて17時からスポンサーネット番組「徳重聡の男ラジオ」（TBSラジオへネット）を送った後、ナイター前座の「サタデーぶっちぎりプレーボール」を放送した。

## 関連番組
- ABCフレッシュアップベースボール
- 中央競馬実況中継 (ABCラジオ)

| 朝日放送ラジオ（ABCラジオ） 土曜日デーゲーム中継枠 | 朝日放送ラジオ（ABCラジオ） 土曜日デーゲーム中継枠 | 朝日放送ラジオ（ABCラジオ） 土曜日デーゲーム中継枠     |
| 前番組                                             | 番組名                                             | 次番組                                                 |
| -------------------------------------------------- | -------------------------------------------------- | ------------------------------------------------------ |
| ABCスポーツJAM                                     | ABCフレッシュアップJAM                             | 大西ユカリのハッスル歌謡曲                             |
| 朝日放送ラジオ（ABCラジオ） 日曜日午後             |                                                    |                                                        |
| サンデー・エクスプレス                             | ABCフレッシュアップJAM                             | サンデーミュージックアワー 浦川泰幸の気分はトレンディ! |
| 朝日放送ラジオ（ABCラジオ） 日曜日デーゲーム中継枠 |                                                    |                                                        |
| サンデー・エクスプレス                             | ABCフレッシュアップJAM                             | 楠淳生のABCフレッシュアップボックス                    |